# Selliguea
Genre
Selliguea est un genre de fougères de la famille des Polypodiaceae. 
Le genre inclut les genres Crypsinus et Polypodiopteris.

## Liste des espèces
selon The Plant List (site consulté le 30 juillet 2018): Selliguea albidopaleata, Selliguea brooksii, Selliguea calophlebia, Selliguea caudiformis, Selliguea ceratophylla, Selliguea chrysotricha, Selliguea cruciformis, Selliguea decurrens, Selliguea echinospora, Selliguea elmeri, Selliguea engleri, Selliguea falcatopinnata, Selliguea feei (type), Selliguea griffithiana, Selliguea hamiltoni, Selliguea hamiltoniana, Selliguea hastata, Selliguea majoensis, Selliguea montana, Selliguea oxyloba, Selliguea pakkaensis, Selliguea platyphylla, Selliguea plebiscopa, Selliguea pseudo-acrostichum, Selliguea quasidivaricata, Selliguea rhynchophylla, Selliguea rigida, Selliguea sagitta, Selliguea tafana, Selliguea taiwanensis, Selliguea tricuspis, Selliguea triphylla, Selliguea trisecta, Selliguea veitchii, Selliguea werneri, Selliguea yakushimensis